# Loena 16

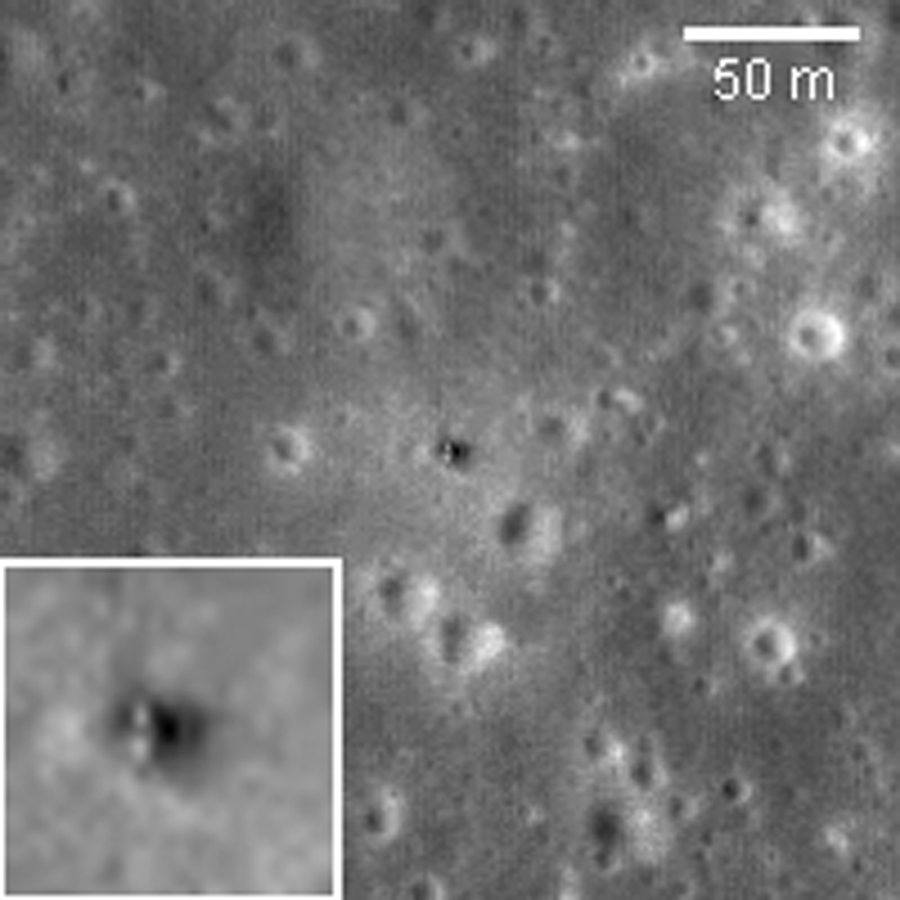
Loena 16 gefotografeerd door LRO in 2009

Loena 16 (Russisch: Луна-16) (Ye-8-5serie) was een onbemand ruimtevaartuig van de Sovjet-Unie en maakte deel uit van het Loenaprogramma.
Loena 16 was de eerste robot die een grondmonster van de maan (Mare Fecunditatis) naar de aarde bracht.
Daarmee beschikte de Sovjet-Unie net als de Verenigde Staten (door twee bemande vluchten met Apollo 11 en 12) over maangrond.

## Missie
Het ruimtescheepje bestond uit twee rakettrappen, een stijgtrap bevond zich boven op de daaltrap. Deze daaltrap was cilindervormig met vier landingspoten, brandstoftanks, een landingsradar en een motorcomplex. De belangrijkste motor van de daaltrap bleef in gebruik tot het een afkappunt bereikte, dat aan de hand van hoogte en snelheid bepaald werd door de boordcomputer. Nadat deze motor uit was gezet, werd de uiteindelijke landing uitgevoerd met behulp van stuurraketten. De daaltrap diende als lanceerplatform voor de stijgtrap. Deze stijgtrap vormde een kleinere cilinder met een ronde top. Hij bracht een hermetisch afgesloten container met monsters van de maanbodem mee terug naar de aarde.
De daaltrap bevatte een camera, stralings- en temperatuurmeters, communicatieapparatuur, en een uitschuifbare arm met een boorinstallatie om een bodemmonster te kunnen nemen.

## Loena 16
Loena 16 werd vanuit een baan om de aarde gelanceerd en bereikte na één koerscorrectie halverwege, op 17 september 1970, een cirkelbaan op een hoogte van 111 kilometer met een inclinatie van 70 graden.
Vanuit deze baan werd de zwaartekracht onderzocht. Door twee baancorrecties op 18 en 19 september werd de minimale hoogte 15,1 km en de inclinatie aangepast. Op 20 september werd om 05:12 UT de hoofdremraket ontstoken, waarmee de afdaling naar het maanoppervlak een aanvang nam. Na zes minuten, om 05:18UT, maakte het ruimteschip een zachte landing in het tevoren geselecteerde landingsgebied op 0°41' zuiderbreedte en 56°18' oosterlengte, in het noordoosten van de Mare Fecunditatis (Zee der Vruchtbaarheid), ongeveer 100 kilometer ten oosten van de Webb-krater. Dit was de eerste landing aan de nachtzijde, de zon was 60 uur daarvoor ondergegaan.
De belangrijkste remmotor stopte op een hoogte van 20 m en de landingsraketten stopten op een hoogte van 2 meter bij een snelheid van minder dan 2,4 meter per seconde, waarna een vrije val volgde. Bij de landing woog het schip 1880 kilo. Om 06:03 UT, binnen een uur na de landing, drong een automatische boor in de maanbodem om een monster te nemen. Na 7 minuten geboord te hebben, stopte de boor op 35 cm diepte en trok zich terug met wat hij had uitgeboord; hij bewoog zich in een boog naar de bovenkant van het ruimteschip en bracht de staaf maanstof in de bolvormige container. Helaas ging tijdens deze procedure de helft van de gedolven hoeveelheid maangrond verloren tijdens het optillen van de boor.
Na 26 uur en 25 minuten op het maanoppervlak, steeg om 21 september om 07:43 UT de stijgtrap op van de maan. De onderste trap van Loena 16 bleef op de maan achter en stuurde nog gegevens over de temperatuur en het stralingsniveau.
Op 24 september kwam, na een directe koers op Aarde die geen koerscorrecties vereiste, de capsule de dampkring binnen met een snelheid van 11 kilometer per seconde = 39600 km/uur.
De capsule daalde het laatste stuk af per parachute, 80 km ten zuidoosten van de stad Jezqazğan; 24 september om 05:25 UT. Het materiaal bleek donker basalt, dat sterk leek op de grond die de Amerikaanse Apollo 12-vlucht had opgeleverd.
Loena 16 stuurde scherpe en kwalitatief goede foto’s terug. Loena 16 was niet alleen een grensverleggend succes voor het ruimtevaartprogramma van de Sovjets, maar tevens voor de gehele techniek van de onbemande ruimtevaart. Het was de eerste onbemande vlucht die een bodemmonster van het oppervlak van een buitenaards hemellichaam naar de aarde bracht.

## Nalatenschap
Drie kleine monsters (0,2 gram) van de Loena 16 werden in 1993 bij Sotheby's geveild voor 442.500 dollar. Deze monsters vormen het enige voorbeeld van maanmateriaal in particulier bezit. Een andere bron van maanmateriaal in particulier eigendom zijn maanmeteorieten, die nogal wisselend zijn wat kwaliteit en echtheid betreft, Nog een andere zijn gestolen en vermiste maanstenen van het Amerikaanse Apolloproject.
In 1970 werd een serie postzegels van 10 kopeken geproduceerd om de herinnering levend te houden. De afbeeldingen tonen de belangrijkste gebeurtenissen tijdens de vlucht: de landing op en het weer opstijgen van de maan, en de landing met een parachute op aarde.

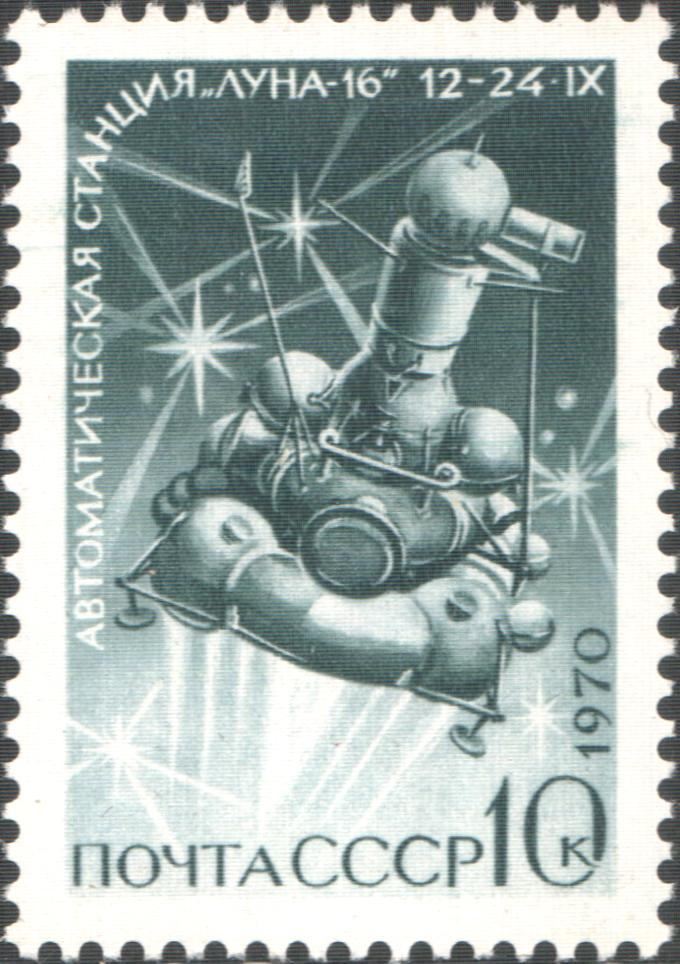
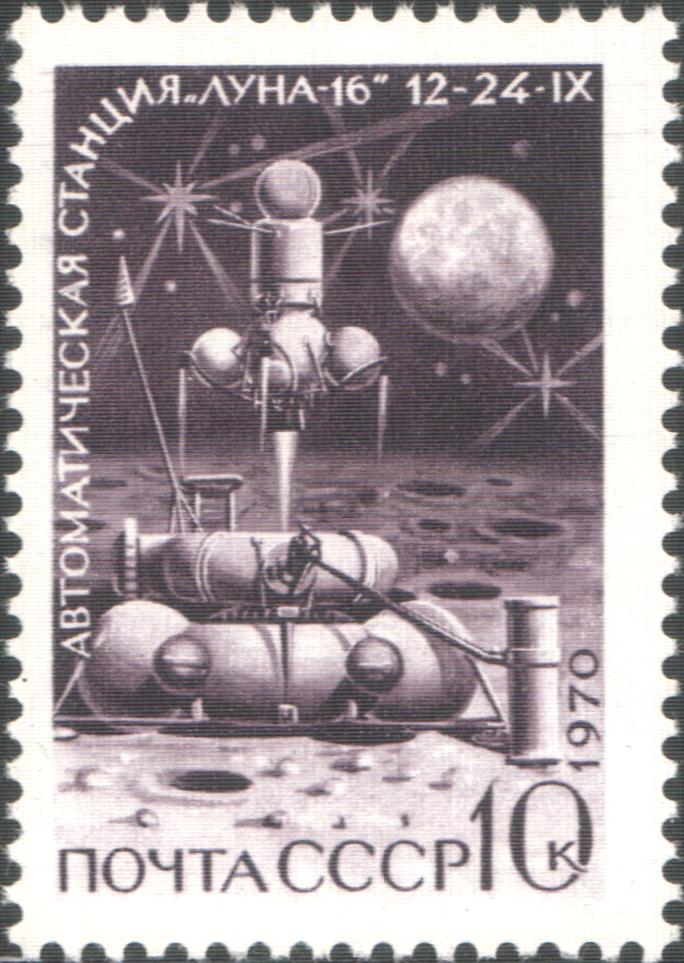
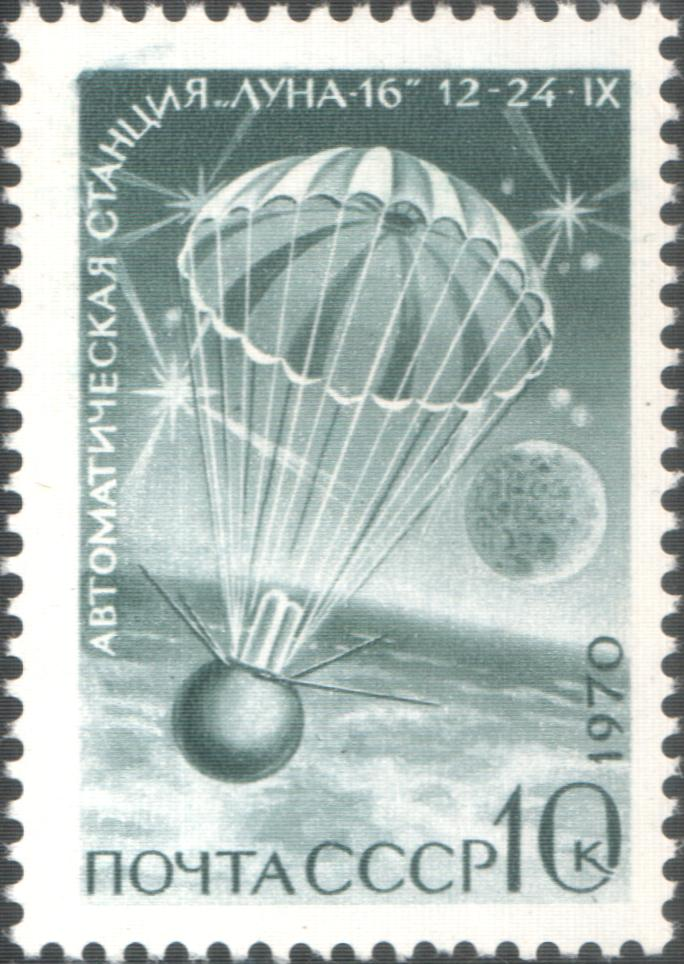

| Maan Missie | Sample Terug | Jaar |
| ----------- | ------------ | ---- |
| Loena 16    | 101 g        | 1970 |
| Loena 20    | 55 g         | 1972 |
| Loena 24    | 170 g        | 1976 |

Loena 1958A · Loena 1958B · Loena 1958C · Loena 1 · Loena 1959A · Loena 2 · Loena 3 · Loena 1960A · Loena 1960B · Spoetnik 25 · Loena 1963B · Loena 4 · Loena 1964A · Loena 1964B · Kosmos 60 · Loena 1965A · Loena 5 · Loena 6 · Loena 7 · Loena 8 · Loena 9 · Kosmos 111 · Loena 10 · Loena 11 · Loena 12 · Loena 13 · Loena 1968A · Loena 14 · Loena 1969A · Loena 1969C · Loena 15 · Kosmos 300 · Kosmos 305 · Loena 1970A · Loena 16 · Loena 17 · Loena 18 · Loena 19 · Loena 20 · Loena 21 · Loena 22 · Loena 23 · Loena 1975A · Loena 24 · Loena 25 · Loenochod